# Maître (droit)
Pour les articles homonymes, voir Maître.
« Maître » est le prédicat honorifique qui est éventuellement accordé aux personnes exerçant certaines professions juridiques.

## Abréviation
Son abréviation est Me (par exemple : Me Martin) ; au pluriel, Mes,,.
Au Canada anglais, maître est souvent abrévié comme mtre.

## Usages

### France
En France, plusieurs professions juridiques peuvent porter le prédicat de maître : les notaires, les avocats, les huissiers de justice, les commissaires-priseurs judiciaires (tous deux devenus commissaires de justice) les avocats aux conseils, les greffiers de tribunaux de commerce, les administrateurs judiciaires, les mandataires et liquidateurs judiciaires, et il y a peu, les avoués (profession supprimée en France).
Ces juristes perdent le prédicat de civilité commun (Monsieur, Madame) tout au long de leur exercice, exception faite en justice, devant les tribunaux, lorsqu'ils ne comparaissent pas dans l’exercice de leur fonction. À la cessation de leur activité, ils ne pourront se refaire appeler maître que s’ils ont reçu l’honorariat par leurs pairs.

### Québec
Au Québec, seuls les avocats et notaires peuvent se faire appeler maître. Le juriste doit être membre du barreau ou de la Chambre des notaires pour utiliser l'appellation. 

### Suisse
En Suisse romande, dans l'usage, les titulaires du brevet d'avocat, inscrits ou non au barreau, peuvent se faire appeler maître dans la correspondance.